# Sunčeva energija
Sunčeva energija je zračenje svjetlosti i topline sa Sunca koju ljudi koriste od drevne povijesti upotrebom raznih neprestano napredujućih tehnologija. Sunčevo zračenje skupa sa sekundarnim sunčevim izvorima kao što su energija vjetra i energija valova, hidroenergija i biomasa zajedno čine većinu raspoložive obnovljive energije na Zemlji. Upotrebljava se samo neznatan dio raspoložive sunčeve energije.
Sunčeva energija omogućuje proizvodnju pomoću toplinskih strojeva ili fotonaponski. Jednom proizvedena njene primjene ograničava samo ljudska mašta. Dio popisa primjene sunca uključuje grijanje i hlađenje prostora u sunčevoj gradnji, pitku vodu destilacijom i dezinfekcijom, rasvjetu, sunčevu toplu vodu, toplinu za sunčevo kuhanje, visokotemperaturnu industrijsku vodu.
Sunčeve tehnologije široko se karakteriziraju kao ili pasivna sunčeva ili aktivna sunčeva, ovisno o načinu prikupljanja, pretvaranja i raspoređivanja sunčeve svjetlosti. Aktivne sunčeve tehnike uključuju primjenu fotonaponskih ploča i sunčeva toplina kolektora (s električnom ili mehaničkom opremom) kako bi se sunčeva svjetlost pretvorila u iskoristive proizvode. Pasivne sunčeve tehnike uključuju orijentaciju zgrada prema suncu, odabir materijala s povoljnim svojstvima termalna masa ili svjetlosnim svojstvima raspršenja, te oblikovanjem prostora u kojima zrak prirodno kruži prirodno kruženje zraka.

## Sunčeva energija
Zemlja kontinuirano prima 174 PW dolazećeg sunčeva zračenja (insolacije) u gornjoj atmosferi. Kad dođe do atmosfere, 6 % insolacije se reflektira, a 16 % se apsorbira. Prosječni atmosferski uvjeti (oblaci, prašina, čestice zagađenja) nadalje umanjuju sunčevo zračenje za 20 % refleksijom i 3 % apsorpcijom. Ovi atmosferski uvjeti ne samo da umanjuju količinu energije koja dopire do zemljine površine, nego i raspršuju otprilike 20 % dolazne svjetlosti i filtriraju neke dijelove spektra. Nakon prolaska kroz atmosferu, otprilike pola insolacije je u vidljivom dijelu elektromagnetskog spektra, a druga polovina je u infracrvenom dijelu spektra (samo mali dio je ultraljubičasto zračenje).
Zemljina površina, oceani i atmosfera upijaju sunčevo zračenje koje im povećava temperaturu. Topli zrak u kojem je isparena voda iz oceana se diže uzrokujući kruženje atmosfere ili konvekciju. Kad zrak dosegne visinu gdje je zrak hladniji, vodena para kondenzira se u oblake, koji svoj sadržaj kiše po zemljinoj površini na taj način dovršivši kruženje vode. Ostatna toplina kondenzacije vode pojačava konvekciju, proizvodeći atmosferske fenomene poput vjetra, ciklona i anticiklona. Sunčevo svjetlo apsorbirano u oceanima i kopnenim masama zadržava površinu na prosječnoj temperatuenergiju posredstvom fotosinteze proizvodi hranu, drvo i biomasu iz koje su nastala fosilna goriva. Tokovi i zalihe sunčeve energije u okolišu su veliki u usporedbi s ukupnim potrebama ljudi za energijom.
| Godišnji sunčevi tokovi i energetske potrebe čovječanstva |              |
| --------------------------------------------------------- | ------------ |
| Sunčeva                                                   | 3,850.000 EJ |
| Vjetar                                                    | 2.250 EJ     |
| Biomasa                                                   | 3.000 EJ     |
| Potrošnja primarne energije (2005)                        | 487 EJ       |
| Električna energija (2005)                                | 56,7 EJ      |

Ukupna sunčeva energija apsorbirana u Zemljinoj atmosferi, oceanima i kopnenim masama je otprilike 3,850.000 eksadžula (EJ) godišnje. Godine 2002., ovo je u jednom satu dalo više energije nego čitavo čovječanstvo potroši tijekom jedne godine. Fotosinteza uhvati otprilike 3,000 EJ godišnje u biomasu. Količina sunčeve energije koja dosegne Zemljinu površinu tako je velika da je dvostruko veća od ukupne energije koju će čovječanstvo ikada zadobiti iz svih neobnovljivih izvora ugljena, nafte, prirodnog plina i iskopanog urana zajedno.
Iz tablice resursa čini se da sunčeva energija, vjetar ili biomasa mogu zadovoljiti sve energetske potrebe, ipak, povećana upotreba biomase imala je negativan učinak na globalno zagrijavanje te dramatičan rast cijena hrane krčenjem šuma i korištenjem nasada za proizvodnju biogoriva.

## Vrste tehnologija
Sunčeva energija odnosi se prvenstveno na sunčevo zračenje za praktičnu primjenu. Iako, sve obnovljive izvore osim geotermalne i plime i oseke pokreće sunce.
Sunčeve tehnologije široko se opisuju kao ili pasivne ili aktivne ovisno o načinu kao se prikuplja, pretvorbi i raspodjeli sunčeve svjetlosti. Aktivne sunčeve tehnike uključuju primjenu fotonaponskih ploča, pumpa i ventilatora kako bi se sunčevo svjetlo pretvorilo u upotrebljive oblike. Pasivne sunčeve tehnike uključuju odabir materijala s povoljnim termičkim osobinama, oblikovanjem prostora u kojima zrak prirodno kruži, orijentaciju zgrada prema suncu. Aktivne sunčeve tehnologije povećavaju dotok energije i smatraju se tehnologijama proizvodnje, dok pasivne tehnologije smanjuju potrebu za drugim izvorima i uglavnom se smatraju tehnologijama potrošnje.

### Arhitektura i urbano planiranje
Sunčevo svjetlo utjecalo je na građenje od samog početka povijesti građenja. Potpuno razvijenu solarnu arhitekturu i metode urbanog planiranja prvi su put primijenili Grci, Kinezi i Egipćani koji su orijentirali svoje građevine prema jugu kako bi osigurali svjetlost i toplinu. Rimske kupelji imale su velike jugu okrenute prozore. Sunčev dizajn u Europi bio je uglavnom zaboravljen nakon pada Rima, ali se nastavio neoslabljen primjenjivati u Kini gdje kozmologijska tradicija povezuje jug s ljetom, toplinom i zdravljem.
Osnovne osobine pasivne sunčeve arhitekture su orijentacija Suncu, kompaktne proporcije (malene površine u odnosu na volumen), selektivno zasjenjivanje i termalna masa. Kad se ove osobine odmjere prema mjesnoj klimi i okruženju mogu uroditi dobro osvijetljenim prostorima koji ostaju na ugodnim temperaturama. Sokratova kuća Megaron klasičan je primjer solarnog dizajna. Skori pristup solarnom dizajnu upotrebom kompjutorskog modeliranja vezuje sustave sunčevog osvjetljenja, grijanja i prozračivanja u intergriran paket sunčevog dizajna. Aktivna solarna oprema kao pumpe, ventilatori i prekretni prozori također mogu pomoći pasivnom dizajnu i poboljšati ukupne osobine sustava.
Urbani toplinski otoci (UTO) su područja velegradova s višim temeperaturama od okoline. Ove povišene temperature posljedica su urbanih materijala kao što su asfalt i beton koji imaju niži albedo (koeficijent refleksije) i veći toplinski kapacitet nego prirodni okoliš. Izravna metoda suprotstavljanja UTO učinku je bojanje građevina i prometnica u bijelo i sađenje stabala. Hipotetski program "cool communities" u Los Angelesu predviđa da urbane temperature mogu biti snižene za otprilike 3 °C sađenjem deset milijuna stabala, ponovnim uređenjem krovova na pet milijuna domova i bojanjem jedne četvrtine cesta. Procijenjena cijena cool communities programa je 1 milijarda US$. Procijenjena godišnja ušteda je 170 milijuna US$ zbog smanjenja korištenja rashladnih uređaja i 360 milijuna US$ zbog smanjenja troškova za zdravstveno osiguranje povezano s emisijom štetnih plinova (smoga).

### Agrikultura i hortikultura
Agrikultura samosvojno traži optimizaciju uhvata sunčeve energije zbog povećanja produktivnosti biljaka. Tehnike poput tempiranih ciklusa sađenja, određenih orijentacija redova, prilagođenih visina redova i miješanje biljnih vrsta može poboljšati prinos nasada. Dok se sunčeva svjetlost uglavnom smatra obilnim resursom, postoje iznimke koje podcrtavaju važnost sunčeve energije za argikulturu. Tijekom kratkih razdoblja rasta u Malom ledenom dobu, francuski i engleski uzgajivači upotrijebili su zidove za voće da što je više moguće povećaju skupljanje sunčeve energije. Ovi zidovi su bili termalne mase i ubrzavali su sazrijevanje voća držeći biljke toplima. Rani zidovi za voće bili su postavljeni okomito na tlo uzduž nasada licem okrenuti jugu, ali tijekom vremena razvijeni su zakrivljeni zidovi kako bi se bolje iskoristila sunčeva svjetlost. Godine 1699. Nicolas Fatio de Duillier predložio je čak i upotrebu naprave za praćenje koja se mogla zakretati kako bi pratila kretanja Sunca. Sunčeva energija se također upotrebljava u mnogim područjima agrikulture osim rasta nasada. Primjene uključuju pumpanje vode, sušenje prinosa, leženje pilića i sušenje kokošjeg gnojiva.
Staklenici kontroliraju upotrebu sunčeve topline i svjetlosti za rast posebnih nasada. Primitivni staklenici prvo su upotrijebljeni tijekom rimskih vremena za rast krastavaca tijekom cijele godine za rimskog cara Tiberija. U 16. stoljeću prvi moderni staklenici građeni su u Europi za sačuvanje egzotičnih biljaka donesenih s istraživačkih putovanja. Staklenici su ostali važan dio hortikulture i danas kad ih upotrebljavamo za uzgoj voća, povrća i cvijeća koji mogu biti relativno egzotični u mjesnoj klimi. Jedan od najvećih svjetskih stakleničkih kompleksa je Willcox u Arizoni gdje se uzgaja 106 hektara rajčica i krastavaca tijekom čitave godine. Prozirni plastični materijali također su upotrebljavani za isti učinak u obliku mnogo tunela i prekrivača za redove nasada.

### Sunčeva rasvjeta
Povijest osvjetljavanja utemeljena je na upotrebi prirodne svjetlosti. Rimljani su uočili važnost Prava na svjetlo već u 6. stoljeću i engleska Uredba iz 1832. godine odjek je ovog prava. U dvadesetom stoljeću umjetno osvjetljenje postalo je glavni izvor za unutarnju rasvjetu i danas se otprilike 22 % električne energije u Sjedinjenim državama upotrebljava za rasvjetu.
Sustavi za rasvjetu dnevnim svjetlom prikupljaju i raspodjeljuju sunčevu svjetlost kako bi osigurali unutrašnju rasvjetu. Ovi sustavi izravno umanjuju upotrebu energije zamjenjujući umjetnu rasvjetu i posredno umanjuju potrošnju energije smanjujući potrebu za rashladnim sustavima. Iako nije lako u dovoljnim količinama osigurati prirodno osvjetljenje ono, ako ga usporedimo s umjetnom rasvjetom, nudi i fiziološke i psihološke dobrobiti. Dizajn rasvjete dnevnim svjetlom pažljivo odabire vrstu, veličinu i orijentaciju prozora, a također u obzir uzima i vanjske predmete i uređaje za zasjenjivanje. Pojedine osobine dizajna uključuju nazubljene krovove, krovna svjetla i svjetlosne cijevi. Ove osobine mogu se ugraditi u postojeće strukture ili, najučinkovitije, integrirane u paket sunčevog dizajna u obzir uzimaju čimbenike poput dobivanja i gubljenja topline i vremena upotrebe. Kad su osobine vezane uz osvjetljenje danjim svjetlom pravilno upotrijebljene može se smanjiti potreba za energijom za rasvjetu za 25 %. Ova ušteda od 1 EJ nije zanemariva u usporedbi s cjelokupnom godišnjom potrošnjom električne energije od 8,6 EJ (u SAD).

Hibridna rasvjeta suncem (HRS) aktivan je način upotrebe sunčeve svjetlosti za osiguranje osvjetljenja. Ovi sustavi skupljaju sunčevu svjetlost upotrebom fokusirajućih zrcala koja prate Sunce i upotrebljavaju optička vlakna za prijenos svjetlosti u unutrašnjost zgrade da zamijene konvencionalnu rasvjetu. U jednokatnim objektima ovi sustavi u mogućnosti su prenijeti 50 % primljene svjetlosti.

### Sunčeva toplinska energija
Sunčeve toplinske tehnologije mogu se upotrebiti za grijanje vode, grijanje prostora, hlađenje prostora i dobivanje procesne topline.

#### Grijanje vode
Sunčevi sustavi vruće vode upotrebljavaju sunčevu energiju za grijanje vode. Na malim geografskim širinama (ispod 40 stupnjeva) 60 do 70 % vode za kućanstva do 60 °C može se osigurati sunčevim grijanjem. Najuobičajeniji sunčevi grijači vode su ravni kolektori (34 %) i vakuumski cijevni kolektori (44 %) poglavito upotrijebljeni za toplu vodu za kućanstva te plastični kolektori (22 %) uglavnom rabljeni za grijanje bazena.
U godini 2007. ukupno je bilo instalirano otprilike 154 GW s rastom od 15-20 % godišnje. Kina je predvodnik u svijetu po upotrebi vruće vode grijane suncem sa 70 GW koji su bili postavljeni u 2006. godini i dugoročnim ciljem od 210 GW do 2020. godine. Izrael je svjetski predvodnik u upotrebi vruće vode grijane suncem s 90 % domova koji upotrebljavaju ovu tehnologiju. U SAD, Kanadi i Australiji grijanje bazena je najšira primjena ove tehnologije s postavljenim kapacitetima od 18 GW u 2005. godini.

#### Grijanje, hlađenje i ventilacija
U SAD, sustavi za grijanje, ventilaciju i klimatizaciju zraka potroše više od 30 % (4,65 EJ) energije upotrijebljene u komercijalnim građevinama i blizu 50 % (10,1 EJ) energije potrošene u stambenim zgradama. Tehnologije sunčeva grijanja, hlađenja i ventilacije mogu se upotrijebiti za smanjenje udjela ove potrošene energije.
Termalna masa, u najopćenitijem smislu, je bilo koji materijal koji ima sposobnost očuvanja topline. U kontekstu sunčeve energije, materijali termalne mase rabe se za pohranjivanje topline sa Sunca. Ovi materijali onemogućuju pregrijavanje unutrašnjosti tijekom dana i zrače svoju pohranjenu toplinu hladnijoj atmosferi noću. Obični materijali termalne mase uključuju kamen, cement i vodu. Dimenzije i smještaj termalne mase trebale bi uzimati u obzir nekoliko čimbenika kao klimu, vrijeme danjeg svjetla i zasjenjenost. Ovi materijali povijesno su upotrebljavani u suhim ili toplim temperaturnim područjima za održanje građevina hladnima, ali također mogu biti upotrijebljeni u hladnim područjima da održe građevine toplima. Kad se pravilno upotrebi termalna masa može pasivno održati temperature ugodnima bez potrošnje energije.
Listopadna stabla i biljke mogu se upotrebljavati za zagrijavanje i hlađenje. Kad su zasađena na južnoj strani građevine, lišće stvara sjenu tijekom ljeta dok gole grane tijekom zime omogućuju nesmetan dotok svjetlosti i topline. Voda sadržana u stablima također će pomoći u prilagođavanju temperature.

#### Desalinizacija i dezinfekcija
Destilacija suncem proizvodnja je pitke vode iz rasola ili preslane vode upotrebom sunčeve energije. Prvu primjenu zabilježili su arapski alkemičari u 16. stoljeću. Godine 1589., Gambattista della Porta destilirao je vodu iz smrvljenog lišća. Prvo veliko postrojenje izgrađeno je 1872. godine u čileanskom rudarskom gradu Las Salinas. Ova 4700 m² destilerije još uvijek mogu proizvesti do 22700 L dnevno, a radili su 40 godina. Ovakve destilerije mogu raditi u pasivnom, aktivnom ili hibridnom načinu. Destilerije s dva kruga destilacije su najekonomičnije za pojedinačnu decentraliziranu primjenu u kućanstvima dok su aktivne višekružne jedinice prikladnije za veća postrojenja.
Sunčeva dezinfekcija vode (SDV) je metoda dezinfekcije vode izlaganjem PET boca napunjenih vodom suncu na nekoliko sati.
Vrijeme izlaganja je različito s obzirom na vremenske uvjete i klimu od najmanje šest sati do dva dana u slučaju potpune naoblake.
SDV se obično primjenjuje na razini kućanstva i preporučila ju je Svjetska zdravstvena organizacija (World Health Organization) kao učinkovitu metodu za obradu vode za kućanstva i sigurnu pohranu. Više od dva milijuna ljudi u zemljama u razvoju upotrebljavaju SDV za njihove dnevne potrebe za pitkom vodom.
Sunčeva energija može se upotrijebiti u bazenima za stabilizaciju otpadnih voda bez kemikalija i električne energije. Dodatna prednost za okoliš su alge koje u ovakvim bazenima rastu i pritom fotosintezom vežu ugljični dioksid.

#### Kuhanje
Sunčeva kuhala upotrebljavaju sunčevu svjetlost za kuhanje, sušenje i pasterizaciju. Kuhanje na sunce umanjuje cijenu goriva, umanjuje potražnju goriva i poboljšava kvalitetu zraka smanjujući ili potpuno isključujući izvor dima. Najjednostavnija vrsta sunčevog kuhala je kutijasto kuhalo koje je prvi izradio Horace de Saussure 1767. godine. Osnovna kutija kuhala sastoji se od osunčanog spremnika s prozirnim poklopcem. Ova kuhala mogu uspješno primijeniti za djelomično oblačna vremena i dosežu temperature od 90–150 °C. Ravna kuhala imaju reflektirajuću ploču kako bi usmjerile sunčevu svjetlost na izolirani spremnik, a postižu temperature usporedive s kutijastim kuhalima. Sunčeva kuhala koja koriste koncentriranu sunčevu svjetlost uobičajeno su sačinjena od ravnih zrcala ili udubljenih zrcala u obliku diska ili paraboličnog udubljenja. Ovakve naprave postižu temperature do 315 °C ali im je potrebno izravno osvjetljenje za ispravan rad pa se moraju premještati kako bi pratile Sunce.
Sunčev lonac jedinstvena je tehnologija koncentriranja sunčeve svjetlosti u upotrebi u Sunčevoj kuhinji u Aurovilleu u Indiji. Nasuprot gotovo svim tehnologijama koncentriranja sunčeve svjetlosti koje upotrebljavaju zrcalne sustave praćenja, sunčev lonac upotrebljava nepomično kuglasto zrcalo. Ovo zrcalo fokusira svjetlost duž linije okomite na površinu kugle, a kompjutorski sustav upravljanja pomiče prijemnik kako bi bio na ovom pravcu. Para koja se proizvodi u prijemniku dostiže temperature od 150 °C te se potom upotrebljava za procesno grijanje u kuhinji gdje se priprema 2000 obroka dnevno.
Zrcalo koje je razvio Wolfgang Scheffler 1986. godine upotrebljava se u mnogim sunčevim kuhinjama. Schefflerova zrcala su fleksibilni parabolični tanjuri koji kombiniraju principe udubljenih koncentratora i koncentratora u obliku energetskog tornja. Sunčeva dnevna putanja prati se polarno, a zakrivljenost zrcala prilagođava se sezonskim promjenama upadne sunčeve svjetlosti. Ovim uređajima postižu se temperature od 450–650 °C i imaju nepomičan fokus što olakšava kuhanje. Najveći sustav Schefflerova zrcala u svijetu je u Abu Roadu u Rajasthanu u Indiji i u mogućnosti je skuhati do 35000 obroka dnevno. Na početku 2008. godine izgrađeno je više od 2000 velikih Schefflerovih kuhala širom svijeta.

#### Procesno grijanje
Tehnologije koje koriste koncentrirano sunčevo zračenje poput paraboličnih tanjura, kanala i Schefflerovih zrcala mogu osigurati procesnu toplinu za komercijalnu i industrijsku primjenu. Prvi komercijalni projekt procesnog grijanja bio je Solar Total Energy Project u Shenondoahu, Georgia, SAD gdje je polje od 120 paraboličnih tanjura osiguralo 50 % potreba procesnog grijanja, klimatizacije zraka i potreba za električnom energijom za tvornicu. Sustav proizvodi 400 kW električne energije plus toplinsku energiju pare 401 kW i tople vode 468 kW, i imao je toplinski spremnik za izravnavanje potreba u vršnim opterećenjima. Postrojenje za preradu hrane u Modestu u Californiji upotrebljava 5000 m² paraboličnih kanala za osiguranje topline za proizvodnu traku. Očekuje se da sustav proizvodi 4,3 GJ godišnje, što će činiti značajan udio potreba za toplinskom energijom procesa. Prototip Schefflerovih zrcala trenutno se gradi u Indiji za upotrebu u solarnom krematoriju. Ovo zrcalo površine 50 m² podizat će temperature na 700 °C i zamijeniti 200–300 kg cjepanica potrebnih za kremiranje.
Tehnologije koje koriste koncentrirano sunčevo zračenje poput paraboličnih tanjura, kanala i Schefflerovih zrcala mogu osigurati procesnu toplinu za komercijalnu i industrijsku primjenu. Prvi komercijalni projekt procesnog grijanja bio je Solar Total Energy Project u Shenondoahu, Georgia, SAD gdje je polje od 120 paraboličnih tanjura osiguralo 50 % potreba procesnog grijanja, klimatizacije zraka i potreba za električnom energijom za tvornicu. Sustav proizvodi 400 kW električne energije, 3 MW toplinske energije u obliku pare i imao je toplinski rezervar za izravnavanje potreba u vršnim opterećenjima. Postrojenje za preradu hrane u Modestu u Californiji upotrebljava 5000 m² paraboličnih kanala za osiguranje topline za proizvodnu traku. Očekuje se da sustav proizvodi 4,3 GJ godišnje, što će činiti značajan udio potreba za toplinskom energijom procesa. Prototip Schefflerovih zrcala trenutno se gradi u Indiji za upotrebu u solarnom krematoriju. Ovo zrcalo površine 50 m² podizat će temperature na 700 °C i zamijeniti 200–300 kg cjepanica potrebnih za kremiranje.
Bazeni za isparavanje su plitki bazeni u kojima se isparavanjem koncentriraju tvari otopljene u vodi. Upotreba bazena za isparavanje za dobivanje soli iz morske vode jedan je od najstarijih načina primjene sunčeve energije. Moderna primjena uključuje koncentriranu otopinu soli u ispumpavanju soli iz podzemnih rudnika te vađenje soli iz dobivene otopine. Bazeni za isparavanje predstavljaju jednu od najšire primjenjivanih tehnologija upotrebe sunčeve energije danas.
Sušilo za rublje (konopac) i prečkica za rublje suše isparavanjem i vjetrom bez korištenja električne energije ili plina što je u nekim državama SAD zaštićeno zakonom "pravo na sušenje".
Neustakljeni propusni kolektori (NPK) su probušeni zidovi okrenuti Suncu koji se upotrebljavaju za predgrijavanje zraka. NPK mogu povisiti temperaturu ulaznog zraka za 22 °C i isporučiti zrak na temperaturama od 45-60 °C. Kratko vrijeme povrata uloženog novca kod probušenih kolektora (3 do 12 godina) čini ih isplativijim od ustakljenih sustava. U 2003. godini više od 80 sustava koji su činili površinu od 35.000  m² bilo je postavljeno širom svijeta. Predstavnici uključuju kolektor u Costa Rici površine 860 m² za sušenje zrna svježe kave i kolektor u Coimbatoreu u Indiji za sušenje cvijeća.

### Sunčeva električna energija
Sunčeva svjetlost može se u električnu energiju pretvoriti upotrebom fotonaponskih ćelija (FN), koncentrirajući sunčevu energiju i raznim eksperimentalnim tehnologijama. FN uglavnom se upotrebljavaju za napajanje malih i srednje velikih potrošača, od kalkulatora kojega napaja jedna ćelija do kućanstava nespojenih na električnu mrežu s čitavim fotonaponskim sustavom. Za veću proizvodnju struje fotonaponskim učinkom karakteristične su 14 MW stanica u Clark County, Nevada, SAD i 20 MW stanica u Beneixama, Španjolska koje slijede trend prema većim proizvodnim jedinicama u SAD i Europi. Kao varijabilan izvor sunčeva energija zahtijeva pričuvni izvor koji djelomično može biti snaga vjetra. Mjesna pričuva obično se postiže baterijama dok elektroenergetska mreža upotrebljava pumpanje vode u hidroakumulacije (reverzibilne hidroelektrane, RHE Velebit). Institut za opskrbu sunčevom energijom na sveučilištu u Kasselu u Njemačkoj ispitivao je kombiniranu elektranu koja je povezivala sunčevu energiju, energiju vjetra, biomase i hidropotencijal za pokriti opterećenja tijekom čitavog dana isključivo obnovljivim izvorima.

### Pokusna primjena sunčeve energije
- Sunčev uzlazni toranj (također poznat kao sunčev dimnjak ili sunčev toranj) sastoji se od velikog staklenika koji se sužava prema tornju u središtu. Kako sunce obasjava staklenik zrak unutar staklenika grije se i širi. Kako se zrak širi kreće se prema tornju u središtu gdje turbina pretvara strujanje zraka u električnu energiju. Prototip snage 50 kW konstruiran je u Coudad Realu u Španjolskoj i radio je osam godina prije nego što je otpisan 1989. godine.
- Termoelektrični uređaji pretvaraju toplinsku razliku među različitim metalima u električni tok među ovim metalima. Pionir sunčeve energije Mouchout zamislio je upotrebu termoelektričnog učinka kao spremnika sunčeve energije za naknadnu upotrebu, u svakom slučaju, pokusi u ovom smjeru ostali su na razini primitivnih uređaja.
- Fotoelektrokemijske ćelije (Photoelectrochemical cells, PECs) posebna su vrsta solarnih ćelija. Svaka ćelija sastoji se od poluvodičke fotoanode i metalne katode uronjene u elektrolit. Neke fotoelektrokemijske ćelije proizvode električnu energiju dok druge proizvode vodik u procesu jednakom elektrolizi vode. Gräzel ili pigment-osjetljive sunčeve ćelije predstavnici su ove tehnologije.

Sunčev bazen ispunjen je slanom vodom (obično 1–2 m dubok) koji prikuplja i pohranjuje sunčevu energiju. Sunčeve bazene prvi je predložio dr. Rudolph Bloch 1948. godine nakon što je vidio izvješće o jezeru u Mađarskoj u kojem se temperatura povećavala s dubinom. Za ovaj učinak odgovorna je sol u jezeru, tj. njen "gradijent gustoće" koji je spriječio konvekcionalna strujanja. Prototip je konstruiran 1958. godine na obalama Mrtvog mora u blizini Jeruzalema. Bazen su činili slojevi vode koji su idući od vrha prema dnu bili sve slaniji. Ovaj sunčev bazen mogao je proizvesti temperature od 90 °C na dnu i sunčevu energiju je pretvarao u električnu s učinkovitošću od dva posto.
Termoelektricitet ili "termonaponski" uređaji pretvaraju temperaturnu razliku između različitih materijala u električnu struju. Začetnik sunčane tehnologije Michout u 19. stoljeću metodu predlaže za pohranjivanje sunčeve energije, termoelektricitet ponovno se pojavljuje tijekom 1930.-ih u Sovjetskom Savezu. Pod vodstvom sovjetskog znanstvenika Abrama Ioffea upotrebljen je sažeti termoelektrični sustav kako bi se dobio motor snage 1 ks. Termogeneratori kasnije su upotrebljavani u američkom svemirskom programu kao tehnologija za pretvorbu koja je strujom opskrbljivala svemirske misije kao što su Cassini, Galileo i Viking. Istraživanja u ovom području usmjerena su na podizanje učinkovitosti s 7–8 % na 15–20 %.

### Sunčeva kemijska energija
Sunčeve kemijske reakcije upotrebljavaju sunčevu svjetlost za održavanje kemijskih reakcija. Ove reakcije umanjuju potrebu za energijom koja bi se inače crpila iz drugih izvora, ne zagađuju i mogu poslužiti kao reverzibilna metoda za pohranjivanje i transportiranje sunčeve energije. Ponirski fotokemijski rad Schenkela i dr. 1943. godine uspješno je proizveo lijek protiv glista askaridol. Sunčeve kemijske tehnologije trenutno su u eksperimentalnoj fazi i primarno su usmjerene na koncentrirajuće sunčeve toplinske tehnologije. Suncem potaknute kemijske reakcije možemo podijeliti na termokemijske i fotokemijske.
Proizvodnja vodika i s tim povezane tehnologije značajno su područje istraživanja u kemiji od 1970.-ih. Osim elektrolize pokretane fotonaponskim ili fotokemijskim učinkom istraživano je još nekoliko termokemijskih procesa. Jedan od načina je upotreba koncentratora za razdvajanje vode na kisik i vodik pri visokim temperaturama (2300-2600 °C). Drugi pristup koristi toplinu sa sunčevih koncentratora za pogon parnog preoblikovanja prirodnog plina povećavajući prinos vodika u usporedbi s konvencionalnim metodama preoblikovanja. Kružni termokemijski procesi u kojima se reaktanti razgrađuju te ponovo spajaju još su jedan način proizvodnje vodika. Solzinc proces u razvoju na Weizmannovu institutu rabi 1 MW sunčevu peć za razgradnju cinkova oksida (ZnO) pri temperaturama iznad 1200 °C. Ova početna reakcija daje čisti cink koji nakon toga može reagirati s vodom kako bi se dobio vodik.
Sandia's Sunshine to Petrol (S2P), Sandia Sunce u Benzin), tehnologija je koja visoku temperaturu dobivenu koncentriranjem sunčeve svjetlosti uz cirkonij/ferit (željezo) katalizator razdvaja atmosferski ugljik dioksid u kisik i ugljik monoksid koji se dalje može upotrijebiti za sintezu konvencionalnih goriva poput metanola, benzina i kerozina.
Fotokemijske ćelije sastoje se od poluvodiča, obično titanij dioksid ili srodan titanid, uronjen u elektrolit. Kad se poluvodič osvijetli razvija se električni potencijal. Postoje dvije vrste fotoelektrokemijskih ćelija: fotoelektrične ćelije koje pretvaraju svjetlost u električnu struju i fotokemijske ćelije koje uz svjetlost provode kemijske reakcije kao što je elektroliza.

### Sunčeva vozila
Razvoj praktičnog automobila na sunčev pogon inženjerski je cilj od 1980-ih. Središte ovog razvoja je utrka World Solar Challenge. Utrka koja se održava svake dvije godine i u kojoj se ekipe sveučilišta i entuzijasta natječu kroz središnju Australiju od Darwina do Adelaide (3021 km). Godine 1987. kad je održana prva utrka pobjednikova srednja brzina iznosila je 67 km/h. Utrka 2007. postavila je nov izazov pred konstruktore zahtjevom za uspravnim sjedištem što bi, s manjim promjenama, mogao biti praktičan način održivog prijevoza. Pobjednik je postigao srednju brzinu od 90.87 km/h.
Neka vozila imaju sunčeve ploče za dodatno napajanje, primjerice, rashladnog sustava kako bi unutrašnjost održali hladnom, a ipak smanjili potrošnju goriva.
Prvo praktično sunčevo plovilo konstruirano je u Engleskoj 1975. godine. Do 1995. putnički brodovi s fotonaponskim pločama (panelima) počeli su se pojavljivati da bi danas bili u širokoj upotrebi. Kenichi Horie prvi je na sunčev pogon 1996. godine prešao Atlantski ocean, a prvo plovilo na isključivo sunčev pogon koje je ikad prešlo Atlantik bio je katamaran Sun21 zimi 2006.–2007. godine. Postoje planovi o oplovljavanju svijeta na sunčev pogon 2010. godine.
Letjelica bez ljudske posade AstroFlight Sunrise prvi put je letjela 1974. godine. Prva letjelica s ljudskom posadom Solar Riser poletjela je 29. travnja 1979. godine i postigla visinu od 12 m. Prvi let s ljudskom posadom pogonjen isključivo fotonaponski ostvario je Gossamer Penguin 1980. godine. Ubrzo nakon toga u srpnju 1981. godine Solar Challenger preletio je Engleski kanal. Razvoj se nakon toga ponovno usmjerio prema bespilotnim letjelicama s Pathfinder 1997. godine i letjelicama koje su uslijedile što je kulminiralo u Helios koji je postavio visinski rekord za letjelice nepogonjene raketnim motorom na 29524 m. Zephyr razvijen u BAE Systems posljednja je letjelica rekorder na sunčev pogon, rekord je postavljen 54 satnim letom 2007. godine, zamišljeni su i jednomjesečni letovi do 2010. godine.
Sunčev balon je crni balon ispunjen običnim zrakom. Dok sunce obasjava balon unutrašnji zrak se grije i širi uzrokujući silu uzgona, vrlo slično kao umjetno grijani zrak u balonima na vrući zrak. Neki sunčevi baloni dovoljno su veliki za let čovjeka, ali upotreba je ograničena na tržište igračaka jer je omjer površine i korisnog tereta prilično slab.
Sunčeva jedrilica predloženi je oblik pogona svemirskih brodova primjenom velikih membranskih zrcala. Pritisak sunčeva zračenja je malen i pada s kvadratom udaljenosti od sunca, ali za razliku od raketa, solarno jedro ne treba gorivo. Iako je potisak u odnosu na rakete malen nastavlja se tako dugo dok sunce sija i dok je jedro upotrebljivo pa se u svemirskom vakuumu gdje nema otpora mogu postići značajne brzine.
Zračni brod za velike visine vozilo je bez ljudske posade za duge letove lakše od zraka koje rabi helij za uzdizanje i sunčeve ćelije na tankom filmu za pogon. Ministarstvo obrane Sjedinjenih država Agencija za obranu od projektila (engl. United States Department of Defense Missile Defense Agency) ugovorilo je s tvrtkom Lockheed Martin poboljšanje zračnog broda kako bi poboljšali Sustav za obranu od balističkih projektila (engl. Ballistic Missile Defense System). Zračni brodovi imaju neke prednosti pri letu uz pomoć sunca: ne trebaju energiju za ostanak u zraku te oblik zračnog broda predstavlja veliku površinu suncu.

## Metode spremanja energije
Sunčeva energija nije raspoloživa tijekom noći pa je pohranjivanje energije važan stavak jer moderni sustavi obično podrazumijevaju neprekidnu opskrbu energijom.
Sustavi termalne mase mogu sunčevu energiju pohranjivati u obliku topline za upotrebu u kućanstvima za kratka ili duga razdoblja (dnevno i sezonsko pohranjivanje energije). Sustavi za pohranjivanje topline uglavnom rabe već dostupne materijale s visoki specifičnim toplinskim kapacitetom kao što su voda, zemlja i kamen. Dobro dizajnirani sustavi mogu smanjiti vršno opterećenje i pomaknuti vrijeme najviših opterećenja na vrijeme s niskim opterećenjima te smanjiti ukupne potrebe za grijanjem i hlađenjem.
Materijali koji mijenjaju faze kao što su parafinski vosak i Glauberova sol drugi su oblik pohranjivanja toplinske energije. Ovi materijali su jeftini, već raspoloživi, a mogu dati temperature upotrebljive u kućanstvima (otprilike 64 °C). "Dover House" (u Doveru, Massachusetts) prva je kuća u koju je ugrađen sustav grijanja Glauberovom solju 1948. godine.
Sunčeva energija može se pohranjivati pri visokim temperaturama upotrebom rastopljenih soli. Soli su učinkovit materijal za pohranjivanje jer su jeftine, imaju visok specifični toplinski kapacitet, a toplina koju mogu dati usporediva je s konvencionalnim energetskim sustavima. Projekt Solar Two rabio je ovu metodu pohranjivanja energije što je omogućilo pohranu 1,44 TJ u njegovu 68 m³ spremniku s godišnjom učinkovitošću od oko 99 %.
Fotonaponski sustavi tradicionalno su rabili punjive baterije za pohranjivanje viška struje. Sustavi uključeni u elektroenergetski sustav isporučuju višak struje u mrežu. Programi upravljanja mrežom daju kredit ovim sustavima za energiju isporučenu u mrežu. Ovaj kredit pokriva struju iz mreže kad sustav ne daje dovoljno potrebne energije te na taj način učinkovito upotrebljava mrežu kao mehanizam za pohranjivanje.
Pumpanjem vode u spremnik s niže razine na višu kad raspolažemo viškom energije omogućujemo iskorištavanje potencijalne energije vode kad je potrošnja visoka jednostavnim puštanjem vode na hidrogenerator.

## Razvoj, primjene i ekonomika
Počevši s valom upotrebe ugljena popraćenim industrijskom revolucijom, potrošnja energije neprestano je napuštala drvo i biomasu te prelazila na fosilna goriva. Rana istraživanja sunčevih tehnologija s početkom u 1860.-im pokrenula su očekivanja da će ugljen uskoro postati rijedak. Ipak, razvoj sunčevih tehnologija stagnirao je u ranom 20-om stoljeću suočen s povećanom dostupnošću, ekonomijom, lakom primjenom ugljena i nafte.
Naftna kriza 1973. i energetska kriza 1979. godine uzrokovale su reorganizaciju energetske politike širom svijeta i ponovo svratile pozornost na razvoj sunčevih tehnologija. Strategije isporuke usredotočile su se na ohrabrujuće programe kao što su Program primjene fotonapona (Federal Photovoltaic Utilization Program) u SAD i Sunčev program (Sunshine Program) u Japanu. Ostali napori uključivali su stvaranje istraživačkih objekata u SAD (SERI, danas NREL), Japanu (NEDO), i Njemačkoj (Fraunhofer Institute for Solar Energy Systems ISE).
Komercijalni sunčevi grijači vode u SAD počeli su se pojavljivati 1890.-ih. Do dvadesetih godina dvadesetog stoljeća ovi sustavi su se sve više koristili, ali su postupno zamijenjeni jeftinijim i pouzdanijim gorivima za grijanje. Kao i fotonaponske tehnologije, sunčevo grijanje vode ponovno je privuklo pozornost za vrijeme naftne krize sedamdesetih godina, no padom cijena nafte tijekom osamdesetih zanimanje je splasnulo. Razvoj u području sunčeva grijanja vode postojano je napredovao tijekom devedesetih te su stope rasta od 1999. godine u prosjeku 20 %. Although generally underestimated, solar water heating is by far the most widely deployed solar technology with an estimated capacity of 154 GW as of 2007.